# Campionati del mondo di ciclismo su strada 1992 - Gara in linea maschile Professionisti
La gara in linea maschile Elite dei Campionati del mondo di ciclismo su strada 1992 fu corsa il 6 settembre 1992 in Spagna, con partenza ed arrivo a Benidorm, su un percorso totale di 261,6 km. La gara fu vinta dall'italiano Gianni Bugno con il tempo di 6h34'28" alla media di 39,79 km/h; completarono il podio il francese Laurent Jalabert, giunto secondo, e il russo Dmitrij Konyšev, terzo.
Partenza con 192 ciclisti, dei quali 89 completarono la gara.

## Squadre partecipanti
| N.      | Cod. | Squadra        |
| ------- | ---- | -------------- |
| 1-4     | AUS  | Australia      |
| 5-9     | AUT  | Austria        |
| 10-21   | BEL  | Belgio         |
| 22-27   | CAN  | Canada         |
| 28-39   | COL  | Colombia       |
| 40      | CSK  | Cecoslovacchia |
| 41-52   | DEN  | Danimarca      |
| 53      | EST  | Estonia        |
| 54-65   | FRA  | Francia        |
| 66-77   | GER  | Germania       |
| 78-83   | GBR  | Gran Bretagna  |
| 84-86   | IRL  | Irlanda        |
| 87-99   | ITA  | Italia         |
| 100-105 | JPN  | Giappone       |

| N.      | Cod. | Squadra     |
| ------- | ---- | ----------- |
| 106     | LAT  | Lettonia    |
| 107-112 | LTU  | Lituania    |
| 113-114 | MEX  | Messico     |
| 115-126 | NLD  | Paesi Bassi |
| 127-131 | NOR  | Norvegia    |
| 132-135 | POL  | Polonia     |
| 136-144 | PRT  | Portogallo  |
| 145-150 | RUS  | Russia      |
| 151-152 | RSA  | Sud Africa  |
| 153-164 | ESP  | Spagna      |
| 165-176 | SUI  | Svizzera    |
| 177-187 | USA  | Stati Uniti |
| 188-190 | UKR  | Ucraina     |
| 191-193 | VEN  | Venezuela   |

## Ordine d'arrivo (Top 10)
| Pos. | Corridore             | Squadra     | Tempo    |
| ---- | --------------------- | ----------- | -------- |
| 1    | Gianni Bugno          | Italia      | 6h34'28" |
| 2    | Laurent Jalabert      | Francia     | s.t.     |
| 3    | Dmitrij Konyšev       | Russia      | s.t.     |
| 4    | Tony Rominger         | Svizzera    | s.t.     |
| 5    | Steven Rooks          | Paesi Bassi | s.t.     |
| 6    | Miguel Indurain       | Spagna      | s.t.     |
| 7    | Pëtr Ugrjumov         | Lettonia    | s.t.     |
| 8    | Luc Leblanc           | Francia     | s.t.     |
| 9    | Luc Roosen            | Belgio      | s.t.     |
| 10   | Jean-François Bernard | Francia     | s.t.     |